# コスマス・インディコプレウステース

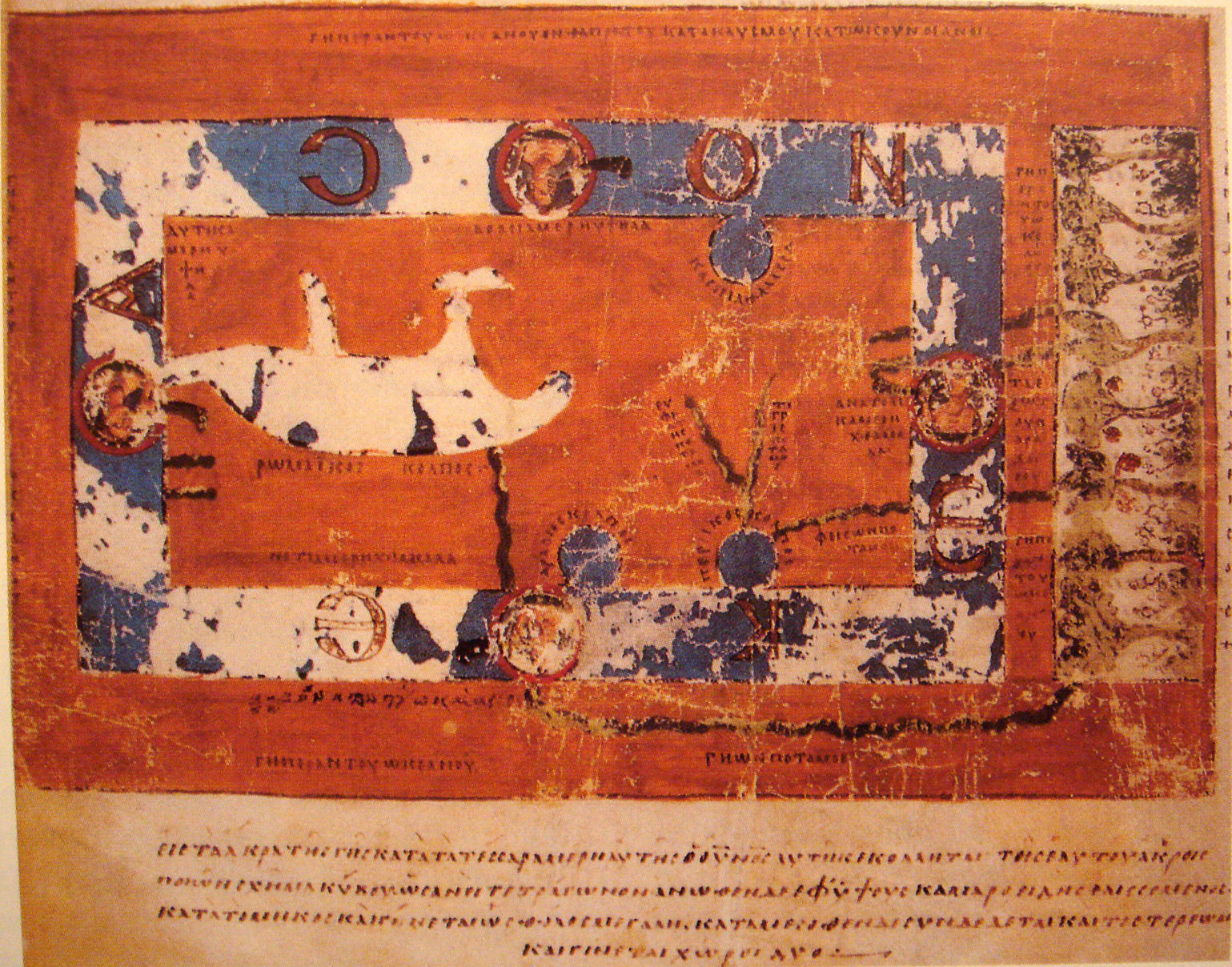
コスマスの世界地図、6世紀。

コスマス・インディコプレウステース（ギリシア語: Κοσμᾶς Ἰνδικοπλεύστης, ラテン語: Cosmas Indicopleustes, 生没年不詳）は、6世紀のエジプト（当時ビザンツ帝国領）で活躍した修道士・地理学者。なお、「インディコプレウステース」とは、かつて彼がインド洋貿易で活躍した商人であった事から付けられた通称で、「インド航海者」という意味である。
アレクサンドリア出身で若い頃（ユスティニアヌス1世（483 – 565）治世）はアラビア半島からアフリカ東部、インドまでを股にかけた貿易商人であったが、後にキリスト教に感化（ネストリオス派とされているが異説もある）されて修道士となりシナイ半島の修道院を拠点とした。
そこで『キリスト教地誌』（Χριστιανικὴ Τοπογραφία, 全12巻）を著した。同書は当時のキリスト教の普及状況や貿易商人としての知識を生かした各地の物産の詳細な記事で知られている。
彼とその著書は、中世のキリスト教世界では、聖書の記述こそが真実であり、エルサレムこそが全世界の中心であり、使徒の行程に対蹠地が存在しない以上大地に裏側はなく、地球を球体だとする古代ギリシアからの考えを邪悪な異端であるとし、科学と称して神の教えを否定する人間は最後の審判で地獄行きである、という考えが「真実」であるとして広く支持された、という歴史観の根拠としてよく取り上げられていた。しかし、彼の思想は当時においても時代に逆行するものであり、以下に述べるように、中世ヨーロッパで地球平面説が支持されたというのは誤りである。

## キリスト教地誌

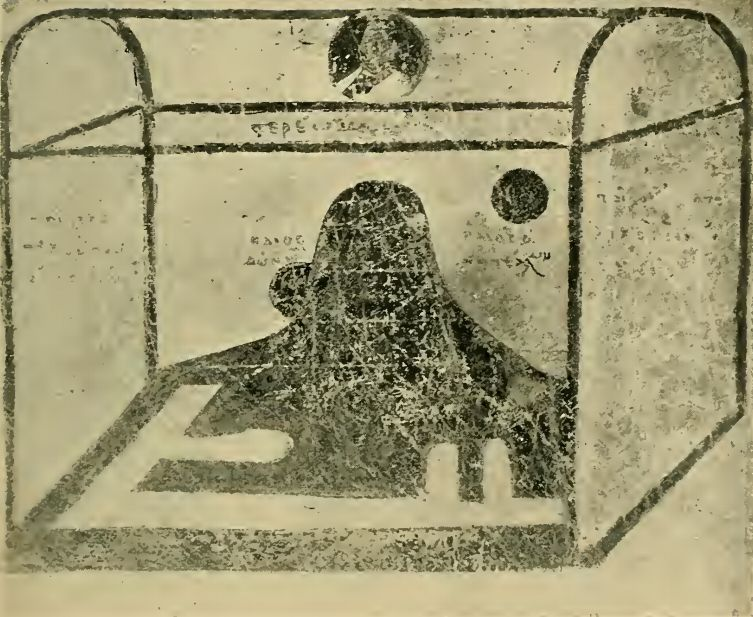
宇宙の理論的モデル

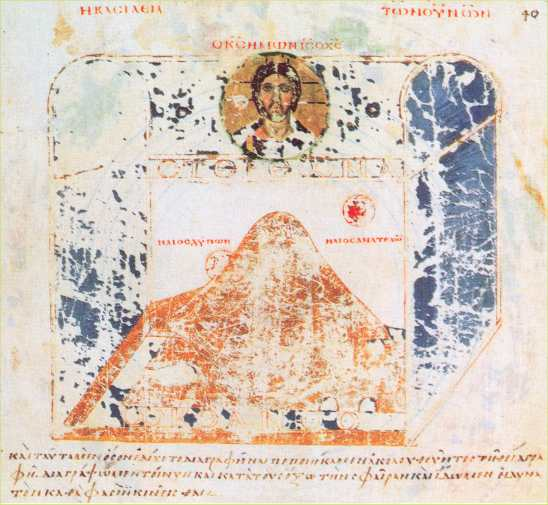
世界の模式図。『キリスト教地誌』より。

『キリスト教地誌』の大きな特徴は、大地は平らで、天はカーブした蓋を持つというコスマスの世界観にある。彼はクラウディオス・プトレマイオスらの大地は球形だという説を軽蔑していた。本書におけるコスマスの狙いは、キリスト教以前の地学者たちは大地が丸いと考えた点にあることを示し、実際には世界は幕屋の形をしていることを証明することにあった(ここで幕屋とは出エジプトの際に神がモーセに説明した一種の移動神殿である)。しかし、彼の世界が平らだという説は紀元前3世紀以降の西洋の教養人の間ではごく少数の人のみが支持する観点にすぎなかった。コスマスの説はキリスト教徒の間でも支持を得ることはなかった。少し後の時代のキリスト教徒であるヨハネス・ピロポノスも彼の説に反対しており、これが当時のキリスト教哲学者の大勢の見方であった

デイヴィッド・C・リンドバーグが次のように主張している:「コスマスはビュザンティオンで影響力を持つことはなかった。だが、全ての(あるいはほとんどの)中世の人々が地球は平らだと信じていたという主張をこじつけるために一般的に利用されているという点で彼は現代の私たちにとって重要である。この種の主張は[...]完全に間違っている。実際にはコスマスは地球平面説を支持したことで知られる一人の中世ヨーロッパ人に過ぎず、水夫や旅行家だけでなく、教育を受けた全ての西欧人(およびほぼすべての教育を受けたビザンティン帝国民)は地球が丸いと考えていた。」
宇宙論以外では、コスマスは滅びてしまった世界への興味深く信頼できる導き手として知られる。当時(525年ごろ)イエメンに存在したユダヤ人王国にアクスムの王が遠征を仕掛けたのに彼は居合わせた。アクスムの王の要請を受けてMonumentum Adulitanumのような現存しない碑文を記録している(彼はこれを誤ってプトレマイオス3世に帰している)。